# Radłów (Petite-Pologne)
Pour les articles homonymes, voir Radłów.
Radłów est une ville de Pologne, située dans le sud du pays, dans la voïvodie de Petite-Pologne. Elle est le chef-lieu de la commune de Radłów, dans le powiat de Tarnów.